# Culture du cresson à Méréville
 (mars 2018).
La culture du cresson à Méréville (Essonne) est pratiquée depuis 1894, quand une communauté de cressiculteurs s'est installée dans la ville, devenue plus tard la capitale française du cresson. Méréville est responsable de 10% de la production française de cresson, avec environ 10 hectares de terres cultivées. Le cœur de la production artisanale du cresson de fontaine se situe au sud de l’Essonne, qui représente 30 à 40 % de la production nationale. La culture du cresson à Méréville est inscrite à l'Inventaire du patrimoine culturel immatériel en France, depuis 2017.

## Localisation
La croissance du cresson exige des conditions topographiques et hydrologiques très particulières (vallées à fond plat et abritées, ressources en eau de sources, qualité physico-chimique de l’eau). Méréville se situe dans la vallée de la Juine. La ville est classée Pays d'art et d'histoire de l'Etampois et labelisée Site remarquable du goût.

## Description

### Quelle pratique?
Connu dès l'Antiquité pour ses vertus médicinales, sa culture en France apparaît dès le Moyen Âge, mais son exploitation sur des sites aménagés à cet effet ne remonte qu'au début du XIXe siècle, lorsqu'elle a été introduite par Cardon, médecin général des armées de Napoléon Ier.  
Semé en juin-juillet, le cresson croît de juillet au mois de mai de l'année suivante, et peut être coupé dès fin août-début septembre, simplement à l'aide d'un couteau de cuisine. Sa cueillette, dite « débardage », reste essentiellement manuelle. Le mois suivant, une nouvelle récolte peut être effectuée. Mis en bottes, le cresson est vendu sur le marché de Rungis et en direct en magasin (circuit court). 

### Le cadre paysager

#### Zone de production
La culture du « cresson de fontaine » en cressonnières artificielles s’étend depuis la fin du XIXe siècle au sud de l'Essonne, tout au long des vallées de l'Essonne, de l'École, de la Chalouette et de la Juine à 60 km de Paris, et en particulier à Méréville, où se concentrent le plus grand nombre d'exploitations. 
Une trentaine de cressiculteurs y produisent 30 à 35 % de la production française de cresson. Alimentée par des exsurgences (sources ou puits artésiens) de la nappe de Beauce, bénéficiant de variations très faibles en alimentation d’eau, la vallée de la Juine, avec ses fonds plats sableux, est donc parfaitement propice à la culture du cresson. La cressonnière a de surcroît un rôle d’épurateur à la sortie de la nappe de Beauce.

#### Le cresson de fontaine
Le cresson de fontaine ou cresson officinal (Nasturtium officinale) relève des plantes potagères de la famille des Brassicaceae (anciennement, crucifères), comme le radis, le raifort, le chou, le navet…, à la saveur légèrement piquante. 
Le cresson de fontaine est une plante herbacée vivace des milieux humides et aquatiques (mares, étangs, ruisseaux). C’est une plante semi-aquatique, dont seules les racines sont immergées. Il lui faut une eau claire et peu profonde, non acide, à courant lent et à température constante. Selon les lieux et les époques, le cresson « croît », comme son l’indique (du latin crescere, qui signifie croître), en particulier où existent des eaux de sources pures. Il est ainsi appelé cresson d’eau, de source ou de fontaine et de ruisseau. Il est cultivé depuis la fin du XIXe siècle dans des cressonnières artificielles. 

#### La cressonnière

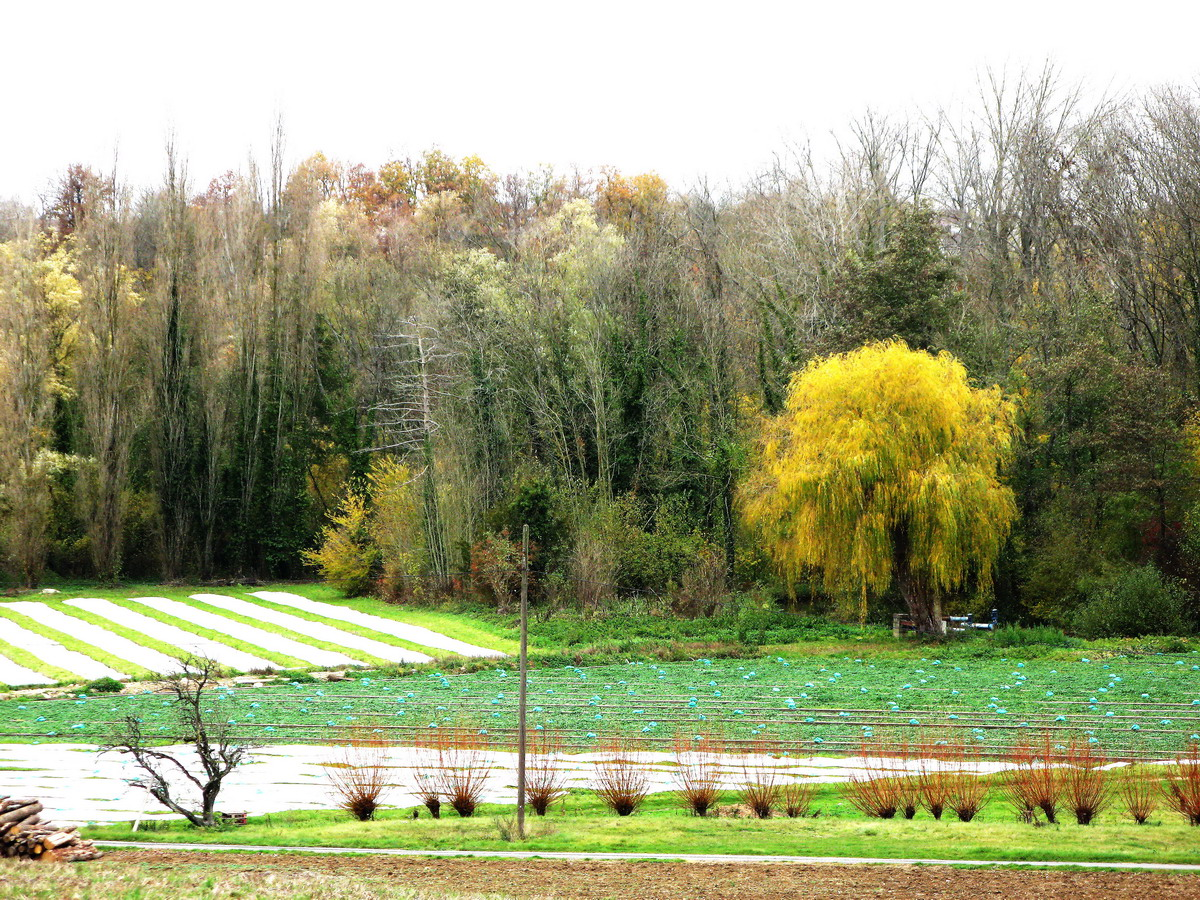
Une cressonnière à Méréville.

À Méréville, les cressonnières ont été construites entre 1894 et 1950 dans des parcelles de petite taille, d’environ 50 à 80 ares ; la plus importante exploitation de Méréville s’étend sur 150 ares. La cressonnière est généralement une parcelle rectangulaire constituée d’un ensemble de longues et étroites fosses parallèles de 50 à 80 m de long et de 2 à 3 m de large.  
Décaissées à même la terre, les fosses ont une profondeur de 30 à 40 cm. Leur fond plat respecte une légère pente de 1 à 3 cm / mètre, qui permet un débit lent et régulier de l'eau. Leur sol est composé d'un mélange de terre et de sable. 
Les fosses sont séparées par des berges herbeuses d'une cinquantaine de centimètres qu'il faut consolider régulièrement. Chaque cressonnière est dotée de deux canaux : en amont, le canal de charge, alimenté en eau en permanence par un puits artésien ou source, résurgence de la rivière ; en aval, le canal de décharge, qui libère l’eau vers un collecteur dit « marette », puis vers la rivière.  
Ce dispositif complexe permet à l'eau de n'être jamais stagnante.

### Les étapes dans l'année, dans la journée
Les semis sont réalisés en été à partir du mois de juin. La méthode est manuelle « à la volée ». 
Après 6 à 8 semaines, la première récolte est possible. Il s’ensuit des « coupes » à intervalle de 4-5 semaines, pendant neuf mois. 
La graine est produite par chaque cressiculteur qui laisse une petite partie de sa production monter « à fleurs ».  
Après la floraison (mai-juin), les fleurs se transforment en gousses. Après avoir été coupé à la faux et séchées au soleil, les gousses éclatent pour donner des graines destinées à être semées l’année suivante. Une pratique d’échange s’est instaurée entre cressiculteurs, parfois de différentes régions, pour éviter un appauvrissement génétique de la plante. 

### Techniques, savoir-faire, gestes, outils et matériaux

#### La culture du cresson exige des conditions spécifiques.
L’eau constitue un élément essentiel. 
La plante puise les éléments nutritifs dans l’eau de source, dont la température est très constante, de 10 à 12 degrés, même l’hiver. 
En principe, le cresson ne gèle pas l’hiver, mais les cressonnières sont la plupart du temps recouvertes l’hiver, jusqu’en avril, à l’aide de voiles de forçage. Les cressiculteurs suivent tous un cycle de culture sur une base à peu près identique : faire la graine, nettoyer et préparer les bassins (niveler les fonds), semer, couper et faire la botte, aplatir après la coupe, contrôler les niveaux et la qualité de l'eau, entretenir les fosses, les canaux et les marettes.

#### Le semis
Les graines sont semées à sec dans des fosses exondées, puis alimentées progressivement en eau au fur et à mesure de la pousse du cresson. 
Avant le semis, les fosses sont vidées et nettoyées de la vase peu à peu accumulée. L’arrivée d’eau est fermée par un bouchon. Un petit sillon est creusé sur le bord de la fosse pour faciliter l’écoulement de l’eau.
Le cresson peut se cultiver par semis, bouturage ou repiquage. Deux litres de graines sont nécessaires pour une fosse longue de 70 m.

#### La germination
La germination est de deux jours et la plantule se développe en deux semaines naturellement.  

#### Le développement
Au bout d’un mois, de l’engrais est rajouté. S’il est « bio », le travail de nettoyage est plus important : il faut enlever au fur et à mesure les lentilles d'eau et les algues envahissantes à la main et avec la « schuelle ». Le niveau de l’eau est augmenté jusqu’à 10 à 12 cm selon la pousse du cresson, en augmentant le débit de charge. 

#### La récolte
La « coupe » a lieu 5 à 6 semaines après le semis et ensuite environ tous les 25 jours jusqu’à la fin de la saison en juin.  
La récolte consiste donc en coupes régulières du cresson, quelquefois 5 à 6 coupes par fosse en pleine saison. Les coupes se font avec un couteau ; elles sont assemblées en « botte », sorte de petit fagot, d’environ 350 g, fermé avec un lien. Les cressiculteurs peuvent ainsi récolter 60 bottes à l’heure.  
Aujourd'hui, l'Essonne se maintient comme le premier département producteur de cresson de fontaine avec 35 % de la production nationale. 
L’Île-de-France en est la première région, avec 23 ha de surfaces cultivées. 

### Les outils
- Le couteau : en bois et acier ou bien en remploi de la pointe d’une lame de faux, il sert à couper le cresson ou les liens pour confectionner les bottes de cresson.
- La faux : outil en bois et acier, utilisé pour entretenir les bordures enherbées des cressonnières et les rives des fossés de charge et de décharge, ou bien pour couper le cresson dont on récupérera des graines. Les débroussailleuses ont remplacé la faux.
- Le rabot : outil en bois utilisé pour préparer et niveler le fond des fosses avant les semis.
- La ramonette : outil en bois et grillage, elle sert à se débarrasser des lentilles d’eau et des insectes prédateurs (tombé en désuétude).
- La schuelle : outil en bois, elle sert à « rempiéter » le cresson après la coupe, c’est-à-dire à l’enfoncer sous l’eau pour favoriser sa multiplication végétative et activer la prochaine récolte.
- Les liens : autrefois en brins d’osier, les liens, aujourd'hui en plastique, portent un numéro d’agrément sanitaire.

### Les équipements
- Les genouillères : en cuir, elles étaient utilisées pour protéger les genoux : le cressonnier récoltait autrefois à genoux sur une planche de 20 cm de large posée en travers de la fosse.
- Les bottes : le cressonnier ou cressiculteur descend dans les fosses avec des bottes, en caoutchouc aujourd’hui, et coupe le cresson le dos ployé.
- Le caparaçon : protection de toile imperméable d’1,50 m sur 1 m, sur une armature en bois, fixée sur le dos du cressonnier, qui servait autrefois à se protéger de la pluie.
- Les paniers : des paniers d'osier étaient utilisés pour livrer les bottes de cresson prêtes à être livrées au marché ou aux halles de Paris. Ils sont aujourd'hui remplacés par des cagettes normalisées.
- Les cabanes ou maisons de cressonnier : autrefois en bois et désormais en briques et couverture en tuiles, elles sont utilisées pour abriter, ranger et entreposer les outils, matériel, engrais, etc., et contenaient souvent des bassins d’eau froide pour plonger et réhydrater le cresson avant son emballage. Elles font partie intégrante des cressonnières et créent un paysage spécifique et coloré, entre le vert et l'orangé.

### Les différents acteurs et métiers du savoir-faire
Les cressonnières de Méréville et de l'Essonne recèlent une large gamme de cressiculteurs fédérés par l’Association syndicale libre (ASL) de la cressiculture essonnienne, soutenus par la Fédération nationale des cressiculteurs, ainsi que de transformateurs, distributeurs et restaurateurs. 

#### La Villa Paul et la Maison du cresson
La Villa Paul, entreprise de cressiculture d'Olivier Barberot, fournit environ un million de bottes de 300 g par an, dont environ 600 000 bottes produites à Méréville. 
Elle revend notamment une partie de la production d'autres producteurs locaux qui n'ont pas de moyens commerciaux suffisants.

#### Conditionnement des variétés
Le cresson se présente en bottes de 330-350 g. Chacune d’entre elles est lavée, trempée dans un lavoir et entreposée en chambre froide avant commercialisation. Le numéro d’agrément sanitaire de l’eau est mentionné sur l’étiquette et constitue une garantie sanitaire. Les variétés cultivées à Méréville sont : 
- le gros vert,
- le gros blond amélioré,
- le cresson blond bio.

Avec sa saveur piquante plus prononcée l'été, le cresson est consommé toute l’année, le plus souvent en salade, en potage ou en accompagnement des viandes.

#### Le laboratoire de Ghislaine Barberon
Ghislaine Barberon, cressicultrice et épouse de Serge Barberon, cressiculteur à la « cressonnière des Petits-Prés » et à la « Vallée Colleau », où ils produisent du cresson agréé « bio » sans engrais chimique. Ghislaine a créé son propre laboratoire culinaire en 2015 et produit une gamme de produits à base de cresson : purée, soupe, pâté végétal, pesto, chutney et même vin de cresson, inspiré par ses vertus médicinales. D’anciens remèdes au cresson soignaient le scorbut et le diabète. Riche en fer et en potassium, le cresson est considéré comme un alicament.

#### Didier Favard, charcutier-traiteur
Ancien apprenti d’un Meilleur ouvrier de France à Paris, Didier Favard fabrique des charcuteries à base de cresson. Il utilise du cresson bio pour réaliser sa spécialité : le boudin blanc au cresson, au goût sucré-noisette, mais aussi de la saucisse. 

#### MmeFaucheux, restauratrice
À l’hôtel de France d’Angerville, Mme Faucheux poursuit l’activité familiale d’hôtelier-restaurateur depuis trois générations. Elle confectionne ce produit gastronomique comme le faisait ses parents, en l’adaptant aux attentes des clients du monde entier qu’elle reçoit dans son établissement. Elle l’utilise en plat ou condiment et prépare notamment le traditionnel potage de cresson, mais aussi mousses, coulis, sauces pour accompagner le foie gras, les viandes blanches, les poissons et crustacés.

## Apprentissage et transmission de l'élément
La pratique de la culture en cressonnière est une tradition familiale qui se transmet de génération en génération depuis le XIXe siècle. 

### Malika Jodts
Le goût, transmis quand elle était enfant, par son père et son grand-père cressiculteurs, de travailler la terre dans la nature et les espaces ouverts, l’a guidée dans son choix d’exploiter une cressonnière. Elle ne pouvait envisager d’avoir une activité professionnelle enfermée dans un bureau.

### Serge et Ghislaine Barberon
Serge et Ghislaine Barberon ont transmis leur savoir-faire de cressiculteurs à leurs trois fils David, Orian et Gatien, tout aussi passionnés. Orian a choisi d’exploiter sa propre cressonnière, après avoir suivi une formation à la Maison familiale de l’Essonne verte d’Étampes, où il a obtenu un brevet professionnel agricole "Travaux des productions horticoles". Après un bac professionnel "Ouvrages du bâtiment", Gatien a, lui aussi, décidé de continuer la production familiale de cresson et a repris une cressonnière à Méréville. Toute la famille travaille ensemble autour de sa propre cressonnière, en relation avec des organisations comme « Terres de liens » ou des laboratoires de phyto-médecine pour valoriser leur production artisanale et bio. 

### La famille Barberot
Elle pratique la cressiculture depuis cinq générations. L’entreprise d’Olivier Barberot, deuxième plus importante entreprise de cressiculture en France, poursuit son exploitation dans le sens de la sauvegarde et de l’innovation au service de la culture du cresson. Les équipements mis en place en témoignent : la Maison du cresson et la construction d’une serre particulièrement innovante permettent une régularité pendant toute l’année, même les mois d’hiver, contrairement à la culture traditionnelle. Olivier Barberot essaie d’aider ses employés à s’installer. L’un d’eux, employé à mi-temps dans l’entreprise Barberot, exploite sa propre cressonnière et revend sa production à Olivier, qui la commercialise. Enfin, une initiative du Parc naturel régional du Gâtinais consiste à élaborer des contenus de formation pour de futurs cressiculteurs dans le cadre du programme de financement Leader qu’il porte en partenariat, avec un programme Leader de l’Artois, dans le nord de la France. Celui-ci vise à développer une synergie environnementale durable autour de la valorisation des productions alimentaires locales, de la préservation de la qualité de l’eau, etc. Un module de formation agricole « cressiculture » est en cours de montage en partenariat avec un lycée agricole. Cette formation devrait être opérationnelle en 2017.

## Historique

### Repères historiques
M. Cardon, gestionnaire des hôpitaux de la Grande Armée, alors qu’il se trouvait à Erfurt (Allemagne) pendant la campagne napoléonienne de 1809-1810, repéra un vaste bassin de verdure qui contrastait avec les champs de neige alentour : cette cressonnière était exploitée depuis le XVIIe siècle. Il se documenta soigneusement et, de retour en France, introduisit la pratique de cette culture. Il créa alors à Saint-Léonard (Oise), entre Senlis et Chantilly, la première cressonnière désignée comme telle. Il réussit dans son entreprise et fit des émules. En 1835, il existait plus de cinquante cressonnières artificielles, qui faisaient vivre au moins 300 familles. Il faut attendre 1894 pour que la culture du cresson s'étende jusqu'à Méréville, implantée par le premier « cressonnier » de la ville, Charles Lefèvre.
La culture prospéra, des voitures à cheval acheminaient le cresson jusqu’aux gares, d’où il était transporté, frais cueilli, vers les halles de Paris. Aux XIXe – XXe siècles, de nombreuses cressonnières ont été aménagées. Les années 1930-1935 marquent l’apogée de la culture du cresson sur le territoire. La cressiculture est l’une des productions locales traditionnelles de l’Essonne et du Gâtinais français et constitue un élément remarquable des paysages.

### Les récits liés à la pratique et à la tradition
Olivier Barberot et son père Christian racontent comment ils ont développé l’entreprise familiale, la Villa Paul, créée en 1897 par Paul Barberot. Olivier, président de l’Association syndicale libre (ASL) de la cressiculture essonnienne, joue un rôle important dans l’appui, la promotion et l’évolution de la cressiculture. 
Onze personnes sont aujourd’hui employées dans l’entreprise, qui compte 3 sites de production de 4,5 ha. Olivier y a installé une serre, équipement innovant pour d’optimiser sa production. La serre fonctionne grâce des commandes informatiques, qui règlent la température en ouvrant et fermant la serre selon les conditions climatiques. Le maintien d’une température constante grâce à la serre permet une meilleure productivité grâce à une durée plus importante et une régularité de la récolte. Elle apporte de plus un confort pour les personnes travaillant cette plante dans les bassins.
Dans la Maison du cresson, créée sur le lieu de l’exploitation, ils évoquent le métier, dur et physique, de cressonnier du début du siècle, à genoux, les mains dans l’eau pratiquement en permanence. D’anciens paniers d’osier, des couteaux et autres outils traditionnels sont exposés à la Maison du cresson.

## Viabilité de l'élément et mesures de sauvegarde

### Viabilité de l'élément
La cressiculture artisanale est une activité fragile du fait de la dureté du travail exercé en plein air, le dos ployé et les mains dans l’eau, quels que soient les conditions climatiques et les travaux de nettoyage et de manutention, pour une production qui a peu évolué depuis le XIXe siècle. En dépit de ses qualités gustatives et de sa richesse nutritionnelle, la production de cresson ne cesse de diminuer. 
Depuis les années 1950, avec la baisse de la consommation, l'activité s'est considérablement réduite sur de nombreux sites en Essonne. La production est également menacée par la pression d’espèces animales et végétales envahissantes telles que les canards, algues, etc. Afin de préserver la qualité de l’eau et de dépister la présence de parasites éventuels, les cressiculteurs sont tenus de contrôler l’eau régulièrement par prélèvements réguliers confiés à des laboratoires dans le cadre de la règlementation de sécurité sanitaire du secteur de l’agriculture (« paquet Hygiène »). 
Enfin, le Conseil départemental et le Parc naturel du Gâtinais, via un programme Leader, soutiennent l’Association syndicale libre de la cressiculture essonnienne pour mettre en œuvre des opérations collectives, telles que l’aménagement de cressonnières collectives, des dispositifs d’analyse de l’eau, l’élaboration de dossiers et la recherche de financements européens. 
La Fédération nationale de la cressiculture a élaboré, elle, des guides de bonnes pratiques à destination des cressiculteurs.

### Mise en valeur et mesure(s) de sauvegarde existante(s)
Les acteurs de la valorisation du territoire et du tourisme (associations de valorisation du territoire et du patrimoine, acteurs du tourisme et syndicats professionnels), de plus en plus présents, ont un rôle déterminant pour le maintien et l’évolution des pratiques liées aux étangs. 

#### Association locale des Sites remarquables du goût
En lien avec l'office de tourisme Beauce-Méréville, l'association est chargée d’assurer l’accueil touristique et participe à la promotion de la culture du cresson en s’appuyant sur la « halle au cresson », centre d'interprétation dédié au cresson, avec l'organisation d'un salon annuel des Sites remarquables du goût et l'organisation de visites de cressonnières. Un parcours de découverte des cressonnières est en projet 
.

#### Commune du Mérévillois
Elle organise chaque année la « foire au Cresson », qui se déroule traditionnellement le week-end de Pâques ; une miss « Cresson » y est élue.

#### Maison du cresson
Initiative privée de la famille de cressiculteurs Barberot, elle retrace l’histoire, la culture et la transformation du cresson et commercialise des produits locaux à base de cresson. 

#### Parc naturel du Gâtinais
Il met en œuvre des opérations de promotion du cresson : campagne de promotion dans les gares RER, auprès des acheteurs du marché de Rungis, sensibilisation dans les lycées agricoles. Il a le projet de publier un livret de recettes et de mettre un stand mobile sur le cresson à disposition des cressiculteurs.

#### Pays d’art et d’histoire de l’Étampois
Il valorise le patrimoine agricole et notamment celui des cressonnières, en organisant des activités pédagogiques auprès des jeunes scolarisés du territoire. 

##### Mesures réglementaires de protection
Classées « Paysages de reconquête » par le ministère de l'Environnement en 1993, les cressonnières de l'Essonne sont aujourd'hui reconnues dans le champ du patrimoine rural pour la qualité de leurs paysages façonnés au cours des âges, au sein d'un territoire ponctué de cabanes et petits bâtiments d'exploitations, parfois d'un potager, quelques arbres d'ornement ou fruitiers, qui suffisent à créer une ambiance. Le paysage des cressonnières s’inscrit dans la vallée de la Juine, site classé en 2003 au titre de la loi de 1930 sur la protection des paysages naturels. Enfin, le site de Méréville est inscrit au titre du réseau des Sites remarquables du goût.

### Sites Internet
- Cresson de Méréville
- Cressonnières de Méréville
- Le cresson de Vincent
- Cressonnière Sainte Anne
- Ministère de l'agriculture

### Articles externes
- Entrée du cresson de Méréville au patrimoine immatériel de l'UNESCO